# Бриенцко езеро
Бриенцкото езеро (на немски: Brienzersee) е ледниково езеро в Швейцария (кантон Берн). Площ 29,81 km², обем 5,17 km³, средна дълбочина 160 m, максимална 260 m.

## Географска характеристика
Бриенцкото езеро е разположено в централната част на Швейцария, между Ементалските Алпи на север и Бернските Алпи на юг. Заема дълбока и тясна междупланинска котловина, ограничена от стръмните склонове на алпийските хребети Бриенцерграт (2351 m) на север и Фаулхорн (2683 m) и Шварцхорн (2930 m) на юг. Дължина от югозапад на североизток 13 km и максимална ширина 2,8 km. През него протича река Аар (ляв приток на Рейн), която се влива в източната му част, а изтича от крайния му югозападен ъгъл, и, която след 6 km се влива в Тунското езеро. Освен Аар в него се вливат още няколко десетки малки рекички и поточета, по-големите от които са Лючине и Гисбах.
Водосборният басейн на Бриенцкото езеро обхваща площ от 1127 km³, като 90% от него се простира южно от езерото. Разположено е на 563,7 m н.в. Болшинството от вливащите се в него реки имат алпийски хидроложки режим, получават голяма част от водите си от топенето на снеговете и ледниците, поради което през юни и юли нивото му е по-високо от това през зимата.

## Стопанско значение, селища
Двете езера (Бриенцкото и Тунското) са свързани от плавателен канал, край който се намира и известният курорт Интерлакен. Районът на езерото се нарича Бернски Оберланд, тоест подножието на прочутите Бернски Алпи. Неслучайно от Бриенцкото езеро тръгват много туристи към близката Лаутербрунска долина, към другия курорт - Гринделвалд и оттам към трите страховити върха Юнгфрау, Мьонх и Айгер. Към езерото се открива красива гледка от връх Бриенцер Ротхорн, който се издига на север от него. Стръмни брегове ограждат тюркоазено зелената вода и правят така, че най-удачно е разглеждането му с корабчета. Между тях още работи построеният през 1914 г. параход Льочберг, който трогва посетителите с атмосферата на „хубавата епоха“. Началото на този вид туризъм е поставено през 1839 г. В източната част се намира известният водопад Гисбах, където с рев и на няколко скока водите на малката рекичка падат направо в езерото. Бедно е на риба.
Град Бриенц в северния му край е единственото по-голямо селище по бреговете. По цялото му северно крайбрежие, където има тясна крайбрежна равнина преминава атрактина жп линия и панорамно шосе.